# Matteo Zennaro
Matteo Zennaro (* 30. April 1976 in Venedig) ist ein ehemaliger italienischer Florettfechter.

## Erfolge
Matteo Zennaro wurde 1999 in Seoul im Einzel hinter Serhij Holubyzkyj Vizeweltmeister. 2002 in Moskau wurde er mit der Mannschaft Europameister und gewann 2000 in Funchal und 2004 in Kopenhagen mit dieser Bronze. Bei den Olympischen Spielen 2000 in Sydney belegte er in der Einzelkonkurrenz nach einer Niederlage im Achtelfinale gegen Serhij Holubyzkyj den elften Rang. Gemeinsam mit Gabriele Magni, Salvatore Sanzo und Daniele Crosta sicherte er sich in der Mannschaftskonkurrenz die Bronzemedaille. Nach einem Auftaktsieg gegen die Ukraine unterlag die italienische Equipe im Halbfinale China. Das Gefecht um Bronze wurde gegen Polen mit 45:38 gewonnen.
2000 wurde Zennaro zum Ritter des Verdienstordens der Italienischen Republik ernannt.